# Jugoslaviska Stjärnans orden
Jugoslaviska Stjärnans orden (serbiska: Orden jugoslovenske zvijezde), är en jugoslavisk orden instiftad 1954 av president Josip Broz Tito och var den högsta nationella förtjänstorden i Jugoslavien. Orden bestod av fyra olika klasser. Den högsta klassen, Jugoslaviska stora stjärnan var den högsta dekorationen som utdelades i Jugoslavien. Orden tilldelades utländska statschefer för utveckling och förstärkning av fred och samarbete mellan nationer. Jugoslaviska Stjärnans orden var även den högsta förtjänstorden i Serbien och Montenegro.